# Oliver Parker
Oliver Parker (Londra, 6 settembre 1960) è un regista e sceneggiatore britannico.

## Biografia
Nato a Londra nel 1960, è figlio dell'uomo d'affari Sir Peter Parker e della scrittrice Lady Gillian, ha un fratello, Nathaniel Parker, che è un attore attivo nel cinema del Regno Unito. 
Ha debuttato nella cinematografia nel 1995, dirigendo l'adattamento cinematografico del classico letterario Otello di William Shakespeare con Kenneth Branagh nel ruolo di Iago.
Ha una figlia, Bel.

## Filmografia

### Regista

#### Cinema
- Othello (1995)
- Un marito ideale (An Ideal Husband) (1999)
- L'importanza di chiamarsi Ernest (The Importance of Being Earnest) (2002)
- Fade to Black (2006)
- I Really Hate My Job (2007)
- St. Trinian's (2007)
- Dorian Gray (2009)
- Johnny English - La rinascita (Johnny English Reborn) (2011)
- L'esercito di papà (Dad's Army) (2016)
- Fuga in Normandia (The Great Escaper) (2023)

#### Televisione
- The Private Life of Samuel Pepys (2003) - film TV
- Funny Woman - Una reginetta in TV (Funny Woman) – miniserie TV, 6 puntate (2023)

### Sceneggiatore
- Othello (1995)
- Un marito ideale (An Ideal Husband) (1999)
- L'importanza di chiamarsi Ernest (The Importance of Being Earnest) (2002)
- Fade to Black (2006)

### Attore
- Cabal, regia di Clive Barker (1990)
- Zoe, regia di Deborah Attoinese (2001)